# Enzo Peugeot
Enzo Peugeot (Pernand-Vergelesses, Francia, 21 de diciembre de 2005), es un piloto de automovilismo francés. En 2024 correrá en el Campeonato de Fórmula Regional Europea con Saintéloc Racing.

## Carrera

### Inicios
Peugeot ganó algunos títulos en su categoría nacional, a saber, la BNL Karting Series 2019 y el Campeonato de Francia 2020.

### Fórmula 4

#### 2021
Peugeot hizo su debut en monoplaza en la final de temporada en el Circuito de Nevers Magny-Cours durante el Campeonato Francés de F4 de 2021.

#### 2022
Peugeot pasó a los autos de carreras para 2022, compitiendo en el Campeonato Francés de F4 de 2022. Consiguió su primer podio en sólo su segunda carrera, pero tuvo que esperar hasta la cuarta ronda para volver a subir al podio, donde consiguió su primera victoria en la serie en Spa-Francorchamps, además de que obtendría otra victoria en Valencia.

#### 2023
Peugeot permaneció en la Campeonato Francés de F4 hasta 2023. Peugeot tuvo que esperar hasta la tercera prueba del Gran Premio de Pau, en la que consiguió una doble victoria. En las siguientes tres rondas, Peugeot ganaría cinco carreras en comparación con las dos de su rival Evan Giltaire, lo que lo situaría 14 puntos por delante de su rival en la final de temporada en el Circuito Paul Ricard. Sin embargo, una doble victoria de Giltaire además de que Peugeot no ganara y otro abandono significaron que el primero se haría con el título por sólo cuatro puntos.

### Fórmula Regional
Peugeot dio el salto al Campeonato de Fórmula Regional Europea en 2024 con Saintéloc Racing.

## Resumen de carrera
| Temporada | Categoría                                       | Equipo           | Carreras     | Victorias    | Poles        | VR           | Podios       | Puntos       | Pos.         |
| --------- | ----------------------------------------------- | ---------------- | ------------ | ------------ | ------------ | ------------ | ------------ | ------------ | ------------ |
| 2021      | Campeonato Francés de F4                        | FFSA Academy     | 3            | 0            | 0            | 0            | 0            | 0            | NC           |
| 2022      | Campeonato Francés de F4                        | FFSA Academy     | 21           | 2            | 0            | 1            | 3            | 149          | 5.º          |
| 2023      | Campeonato Francés de F4                        | FFSA Academy     | 21           | 7            | 4            | 5            | 13           | 313          | 2.º          |
| 2024      | Campeonato de Fórmula Regional de Medio Oriente | Saintéloc Racing | 6            | 0            | 0            | 0            | 0            | 0            | 25.º         |
| 2024      | Campeonato de Fórmula Regional Europea          | Saintéloc Racing | 20           | 0            | 0            | 0            | 0            | 52           | 15.º         |
| 2025      | Campeonato de Fórmula Regional Europea          | RPM              | Disputándose | Disputándose | Disputándose | Disputándose | Disputándose | Disputándose | Disputándose |
| Fuente:   |                                                 |                  |              |              |              |              |              |              |              |